# Ту-134УБЛ
Ту-134УБЛ — (за кодифікацією НАТО: Crusty-B — «Жорсткий-Б»), навчально-тренувальний літак, розроблений за сприяння КБ Туполєва на початку 1980-х років. Прийнятий на озброєння у 1982 році.

## Історія
На базі пасажирського лайнера Ту-134А з метою наближення підготовки пілотів далекосяжної та морської авіації до реальних умов створений Ту-134УБЛ, який за складом обладнання, пілотажними якостями і навіть зовнішнім виглядом нагадував бомбардувальник Ту-22М.
Серійно—конструкторський відділ Харківського авіазаводу розробив нову машину своїми силами. Бригада І.В.Макарова вносила зміни в конструкцію фюзеляжу. Бригада крила під керівництвом Г.Г. Куркіна посилювала лонжерони несучої поверхні під бомботримачі. Балочні тримачі проектували управлінці. Електросхемами, обладнанням займалися Н.А. Іванов, Р.В. Ганопольський і Н.Г. Янатьев.
Всі льотні випробування літака, як приймально-здавальні, так і державні, проводилися на аеродромі Харківського авіазаводу.
Перший політ здійснив у квітні 1981 року. Піднімав у небо перший Ту-134УБЛ заводський льотчик—випробувач М.В.Петляков (син авіаконструктора В.М. Петлякова)
Серійно будувався на Харківському авіазаводі з 1981 до 1984 року. 
Усього випущено 109 літаків.
Остання серійна машина була переобладнана у варіант Ту-134УБ-К для підготовки штурманів-операторів морської авіації. Ту-134УБК поступив у 1984 році у 33-й Центр бойового застосування у Миколаєві, але цей літак так і залишився в єдиному екземплярі. 
У 90-ті роки кілька серійних Ту-134УБЛ переобладнані для авіації флоту у Ту-134УБК-М.

## Призначення
- для підготовки льотчиків бомбардувальної авіації пілотуванню за приладами у простих і складних метеоумовах,
- літаководінню,
- заходу на посадку в директорному і автоматичному режимах зі здійсненням польотів в умовах мінімуму по 2-й категорії ICAO.

Одночасно літак забезпечував навчання і тренування до 12 курсантів, котрі розташовувалися в салоні у 3 ряди. Під час польоту курсанти по черзі проходили підготовку на місці другого пілота.
Літак оснащений носовою частиною фюзеляжу, подібною до Ту-22М3, оптоелектронним прицільним і навігаційним обладнанням,  апаратурою зоряно-сонячної орієнтації які відповідають обладнанню бомбардувальників, що перебувають на озброєнні дальньої авіації: Ту-22М , Ту-160 і Ту-95МС. Як і базова модель Ту-134 — для огляду земної поверхні оснащений оглядовою РЛС «РОЗ-1б».
Для повноти відпрацювання льотних навичок передбачалася і штанга дозаправки в повітрі, однак згідно із радянсько-американськими домовленостями її ставити не стали.
Під центропланом можливе розміщення навчального озброєння. Конструктивно передбачене встановлення до чотирьох багатозамкових бомботримачів (типовий варіант для навчального бомбометання - вісім бомб ПБ-50-75 або ПБ-120 ), проте згідно із міжнародними угодами бомботримачі на цей літак більше не встановлюються.
Літак оснащений двома ТРДД Д-30 (2х6800 кс), створеними під керівництвом генеральних конструкторів П.А. Соловйова і Ю.Е. Решетнікова.

## Тактико—технічні характеристики
- Екіпаж: 4 людини. Курсантів - 12 осіб;
- Розмах крил: 29,01 м;
- Довжина: 41,92 м;
- Висота: 9,14 м;
- Площа крила: 127,3 м2;
- Маса порожнього літака: 29000 кг;
- Максимальна злітна маса: 49000 кг;
- Маса палива: 14400 кг;
- Силова установка: 2 × ТРДД Д-30 3-ї серії
- Максимальна швидкість: 890 км / год;
- Практична дальність польоту без дозаправки: 2300 км;
- Практична стеля: 11800 м;
- Навантаження на крило (при нормальній злітній масі): 1150 кг/м2;
- Довжина розбігу: 2150 м
- Бойове (корисне) навантаження (максимальне): 8200 кг

## Літак в Україні
Станом на січень 2014 року збережено три літаки:
1. Державний музей авіації України, Міжнародний аеропорт «Київ» — Ту-134УБЛ, виставковий експонат
2. Полтавський музей дальньої авіації, Авіабаза Полтава — Ту-134УБЛ, виставковий експонат
3. Миколаївський спеціалізований центр бойової підготовки, Авіабаза Кульбакіне — Ту-134УБК, знятий з озброєння, на зберіганні.